# ОШ „Горан Остојић” Јагодина
Основна школа „Горан Остојић“ налази се у Јагодини, у улици Зеленгора б.б., поред реке Белице, у близини Ђурђевог брда. Школа има издвојено одељење у Трнави. Основана је 1. септембра 1969. а усељена је у данашњу зграду 1. септембра 1981. године.
Школа се на почетку оснивања звала "Пета основна школа" да би наредне године променила има у "25. мај". Тај назив школа је све носила до распада СФРЈ када је вратила првобитно име. 2000. године школа мења име у Горан Остојић, по официру ВЈ страдалом током бомбардовања СРЈ.

## Историја
Школа је основана одлуком Скупштине СИЗ-а образовања и васпитања општине Светозарево. То је била прва основна школа у Србији која је отворена одлуком СИЗ-а образовања. Школа је настала из потребе друштва јер су постојеће градске школе биле препуне ђака.
Први наступ школе у јавности учињен је за 25. мај 1970. године, приредбом за родитеље и друге грађане града. Тај успех школе, крунисан наступом за Дан младости, био је повод за промену имена школе од "Пете основне школе" у Основну школу „25. мај".
У првој школској години било је 603 ученика (од тога броја само у Трнави 83), распоређених у 21 одељење. Интересантно је да је прва школска година почела без генерације ученика другог разреда. За првог директора именован је Милоје Филиповић.
Школа није имала своју зграду већ се радило у приземљу старе зграде Учитељске школе, згради код Нове цркве зване „Мала школа" и у згради Основне школе „17. октобар" као и у издвојеном одељењу у Трнави.
Свечани прелазак у нови објекат и почетак рада догодио се 1. септембра 1981. године. Објекат је направљен на месту "Старе циглане" у Светозареву.
Основна школа „25. мај“ имала је плодоносну сарадњу и дружење ђака, радника школе и ђачких родитеља са основном школом „Похорски одред“ из Словенске Бистрице. То је трајало од школске 1976/77. па све до 1987/88. године, размењујући посете из године у годину.
Школа је била домаћин Савезне штафете младости 1985. године. На улазу у општину Светозарево штафету је примио атлетичар Рмандић Веселин. Штафета је ноћила у школи, која је те ноћи имала препуне холове посетилаца. Штафета је ујутру испраћена са богатим програмом на платоу са горње стране школе, а штафету је понела ученица VIII разреда Живковић.

## Издвојено одељење у Трнави
Школа у Трнави почела је да ради од 1969. године тј. од почетка оснивања матичне школе. У питању је четвороразредна школа. У првој школској години било је 83 ученика. Школа у Трнави поседује зграду и велико двориште. У дворишту школе смештен је Дом културе у Трнави.

## Галерија
- Терен за кошарку и рукомет
- Биста и палма
- Простор за салу
- Главни улаз
- Простор за салу
- Матична школа
- Зграда-матична
- Зграда-матична
- Школа у Трнави
- Дом културе и игралиште
- Биста Горана Остојића